# Alamodome
Der Alamodome ist ein überdachtes Mehrzweckstadion in der US-amerikanischen Stadt San Antonio in Texas. Der Bau wurde 1993 eröffnet und wird hauptsächlich als Football- und Basketballstadion sowie als Messehalle verwendet. Die Zuschauerkapazität beträgt für Footballspiele 65.000, ist jedoch erweiterbar auf 72.000. 

## Geschichte
Der Alamodome wurde gebaut, um den Eigentümern, dem NBA-Club San Antonio Spurs, eine größere Spielstätte zu bieten. Mit dem Bau einer Multifunktionshalle wurde ebenso angestrebt, mehr Conventions und ein professionelles Football-Team anzuziehen. Nach zehn Jahren wurden die Spurs jedoch unzufrieden mit dem Stadion und überzeugten Bexar County, ihnen eine neue Arena zu bauen. Sie spielen nun dort im AT&T Center.
Derzeit wird der Alamodome von den UTSA Roadrunners der University of Texas at San Antonio und von den San Antonio Brahmas in der XFL als Heimstätte ihres Footballteams genutzt. Das erste NCAA-Meisterschaftsspiel fand am 3. September 2011 statt, das erste XFL-Spiel am 19. Februar 2023.

## Veranstaltungen

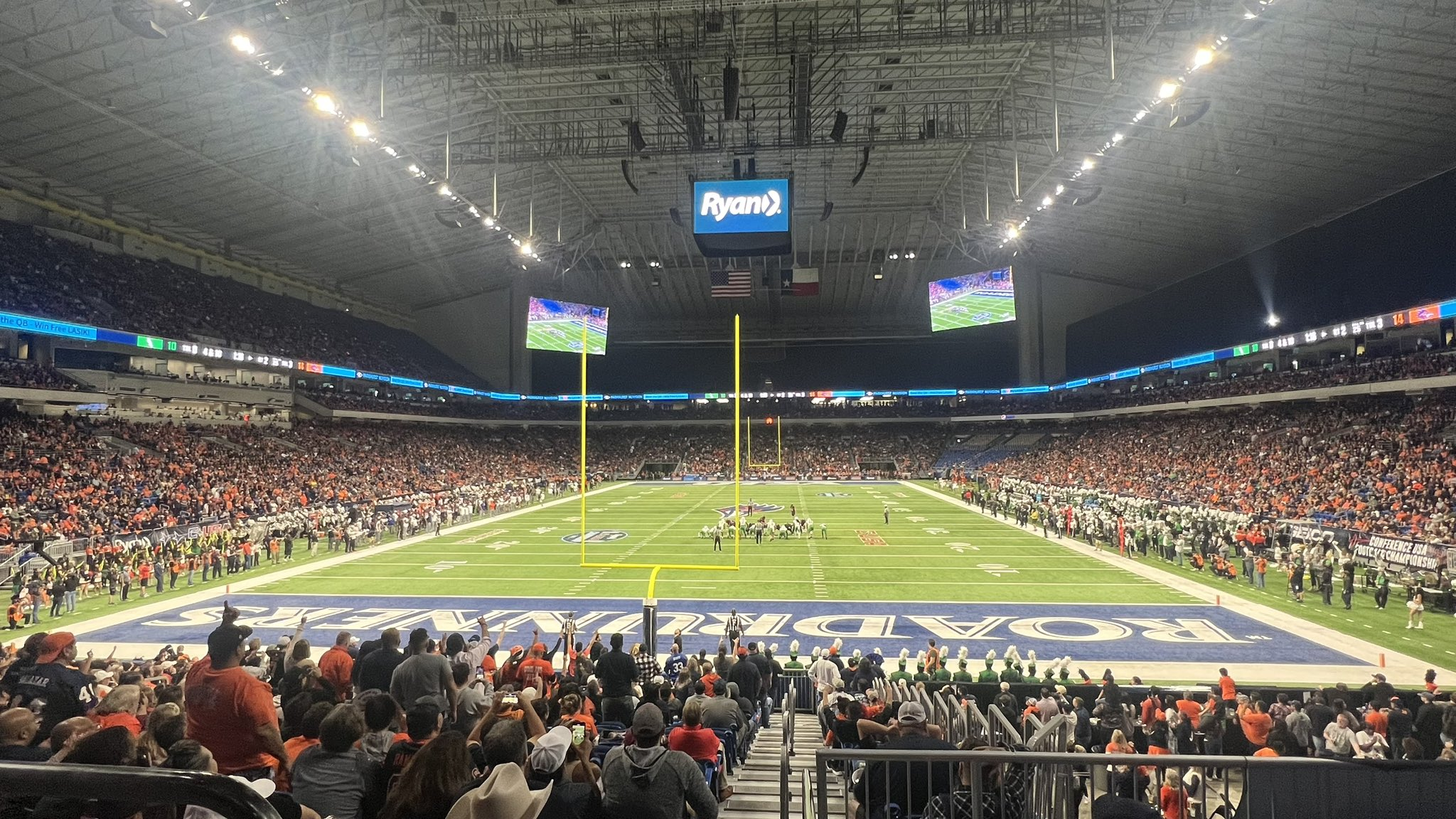

Der Alamodome ist der Austragungsort des jährlichen Alamo Bowls, der normalerweise zwischen den Teams vierter Wahl der Big Ten Conference und der Big 12 Conference ausgetragen wird. Der bisherige Zuschauerrekord für eine Sportveranstaltung im Stadion wurde 2007 erzielt, als das Spiel zwischen Texas A&M und Penn State 66.166 Zuschauer anzog. Im Juni 2013 gab George Strait ein Konzert vor 73.086 Besuchern im Alamodome. Dies war die bisher höchste Besucherzahl im Stadion.
In den Jahren 1998, 2004 und 2008 fand das Final Four der NCAA Men’s Division I Basketball Championship im Alamodome statt. In den Jahren 2002 und 2010 wurde das Final Four der NCAA Women’s Division I Basketball Championship im Alamodome ausgetragen.
Es fanden auch einige Konzerte im Alamodome statt. Das erste Konzert gab Paul McCartney am 29. Mai 1993. Am 23. November 1997 gab U2 hier ein Konzert im Rahmen ihrer Popmart Tour. Britney Spears trat am 20. Juli 2000 während ihrer Oops!... I Did It Again World Tour auf und erneut am 15. Juli 2002 während ihrer Dream Within a Dream Tour.
Der 30. WWE Royal Rumble fand am 29. Januar 2017 vor 52.020 Zuschauern im Alamodome statt.
Der Alamodome war einer der Austragungsorte des CONCACAF Gold Cup 2017.